# Aeroportul Pedernales
Aeroportul Pedernales (IATA: PDZ, ICAO: SVPE) este un aeroport din Venezuela ce deservește zona Pedernales⁠(d).
Situat la o altitudine de 2 m, aeroportul dispune de o singură pistă.